# Amlikon-Bissegg
Amlikon-Bissegg är en kommun i distriktet Weinfelden i kantonen Thurgau, Schweiz. Kommunen har 1 382 invånare (2023).
Kommunen består av byarna Amlikon, Bänikon, Bissegg-Junkholz, Fimmelsberg, Griesenberg, Holzhäusern, Hueb-Vogelsang, Hünikon, Leutmerken, Maltbach, Strohwilen och Wolfikon samt ett antal mindre byar.